# Nghi Thạch
Nghi Thạch là một xã thuộc huyện Nghi Lộc, tỉnh Nghệ An, Việt Nam.

## Địa lý
Xã Nghi Thạch có vị trí địa lý:
- Phía đông giáp thị xã Cửa Lò
- Phía tây giáp xã Nghi Trường
- Phía nam giáp thành phố Vinh và xã Nghi Phong
- Phía bắc giáp xã Khánh Hợp và thị xã Cửa Lò
- Phía đông nam giáp xã Nghi Xuân.

Xã có diện tích 7,16 km², dân số năm 2019 là 6890 người, mật độ dân số đạt 962người/km².

## Hành chính
Xã Nghi Thạch có 13 xóm chia làm 3 vùng:
- Vùng Xuân Đình có 7 xóm: Xuân Sơn, Xuân Lạc, Xuân Tiến,Xuân Hoa, Xuân Thịnh, Xuân Phúc, Xuân Hòa
- Vùng Lập Thạch có 4 xóm: Tây Thạch,Bắc Thạch,Nam Thạch,Đông Thạch
- Vùng Vĩnh Trinh có 2 xóm: Đại Cừ, Trung Khánh.

Đến ngày 01/01/2020 từ 13 xóm sáp nhập thành 8 xóm: Xóm 1,Xóm 2, Xóm 3, Xóm 4, Xóm 5, Xóm 6, Xóm 7, Xóm 8

## Kinh tế
Xã Nghi Thạch có 1 chợ khá nổi tiếng thu hút rất nhiều vùng xung quanh tới trao đổi mua bán đó là Chợ Sơn.
Đây là chợ quy tụ được rất nhiều Nghi Lộc Ngữ nằm trên địa bàn của Xóm 2 xã Nghi Thạch.
Chợ thì họp theo phiên và mỗi phiên họp vào các ngày lẻ âm lịch trong tháng.